# خانه‌های بریم شماره ۲۲۸
خانه‌های بریم شماره ۲۲۸ مربوط به دوره پهلوی دوم است و در آبادان، منطقه مسکونی بریم، پلاک ۲۲۸ واقع شده و این اثر در تاریخ ۱۲ شهریور ۱۳۸۶ با شمارهٔ ثبت ۱۹۴۷۱ به‌عنوان یکی از آثار ملی ایران به ثبت رسیده است.